# بؤابمو
بُؤابُمو لغة مصطنعة اخترعها عام 1962 الفيلسوف الياباني أوكاموتو فوشيكيئي [اليابانية] (1885-1963).